# Plectranthus reticulatus
Plectranthus reticulatus là một loài thực vật có hoa trong họ Hoa môi. Loài này được (A.Chev.) ined. miêu tả khoa học đầu tiên.